# Schistura fowleriana
Schistura fowleriana är en fiskart som först beskrevs av Smith, 1945.  Schistura fowleriana ingår i släktet Schistura och familjen grönlingsfiskar. Inga underarter finns listade i Catalogue of Life.